# シティオブヨークステークス
シティオブヨークステークス（City of York Stakes）は、イギリスのヨーク競馬場で行われる競馬の競走である。毎年8月に7ハロンの距離で行われる。

## 歴史
以前はリステッド競走として行われていたが、2016年にG3に昇格した。2019年にはG2に昇格。2025年にG1に昇格した。
現在はヨーク競馬場で4日間にわたって行われるイボア開催の最終日に行われる。

## 歴代優勝馬
- 2000年 Late Night Out
- 2001年 Priors Lodge
- 2002年 Suggestive
- 2003年 Vanderlin
- 2004年 Polar Bear
- 2005年 Arakan
- 2006年 Quito
- 2007年 Duff
- 2008年 開催休止
- 2009年 Dream Eater、Confront
- 2010年 Yaa Wayl
- 2011年 Doncaster Rover
- 2012年 Gordon Lord Byron
- 2013年 Sirius Prospect
- 2014年 Absolutely So
- 2015年 Fadhayyil
- 2016年 Nemoralia
- 2017年 Talaayeb
- 2018年 Expert Eye
- 2019年 Shine So Bright
- 2020年 Safe Voyage
- 2021年 Space Blues
- 2022年 Kinross
- 2023年 Kinross
- 2024年 Breege